# 김경호 (1996년)
김경호(1996년 10월 5일 ~ )는 대한민국의 축구 선수이며, 포지션은 센터백이다.